# Kupfergermanat
Kupfergermanat ist eine chemische Verbindung des Kupfers aus der Gruppe der Germanate.

## Gewinnung und Darstellung
Kupfergermanat kann durch Reaktion von Kupfer oder Kupfer(II)-oxid mit Germaniumdioxid gewonnen werden.

## Eigenschaften
Kupfergermanat ist ein grün-blauer Feststoff. Er besitzt eine orthorhombische Kristallstruktur mit der Raumgruppe Pbmm (Raumgruppen-Nr. 51, Stellung 3). Bei hohen Drücken erfolgt ein Übergang zu einer monoklinen Kristallstruktur. Die Verbindung zeigt ein bestimmtes magnetisches Verhalten, das als Peierls-Übergang bei 14 K bekannt ist. Es war die erste entdeckte anorganische Verbindung, die dieses Verhalten zeigt.